# 2076
Cette page concerne l'année 2076  du calendrier grégorien.
L'année 2076 est une année bissextile qui commence un mercredi.
C'est la 2076e année de notre ère, la 76e année du IIIe millénaire et du XXIe siècle et la 7e année de la décennie 2070-2079.

## Autres calendriers
- Calendrier berbère : 3025 / 3026
- Calendrier hébraïque : 5836 / 5837
- Calendrier indien : 1997 / 1998
- Calendrier musulman : 1496 / 1497
- Calendrier persan : 1454 / 1455

## Événements prévisibles
- États-Unis : déclassification complète du dossier d'habilitation du vaccin Pfizer contre la covid-19[1].[source détournée]
- Éclipse solaire totale du 6 janvier visible en Antarctique.
- Le planétoïde (90377) Sedna devrait atteindre son périhélie, son point le plus proche du Soleil autour du 31 mai[2].
- Éclipse solaire partielle du 1er juillet, visible dans le nord de l'Amérique du Nord (Canada et Alaska).